# اولد برونسبورو پلیس (کنتاکی)
اولد برونسبورو پلیس (به انگلیسی: Old Brownsboro Place) شهری در ایالت کنتاکی کشور ایالات متحده آمریکا است که جمعیت آن در سرشماری سال ۲۰۱۰ میلادی، ۳۵۳ نفر بوده‌است.